# Acacia phlebophylla
Acacia phlebophylla är en ärtväxtart som beskrevs av Herbert Bennett Williamson. Acacia phlebophylla ingår i släktet akacior, och familjen ärtväxter. Inga underarter finns listade i Catalogue of Life.